# Ludwig Löw von und zu Steinfurth (Ingenieur)

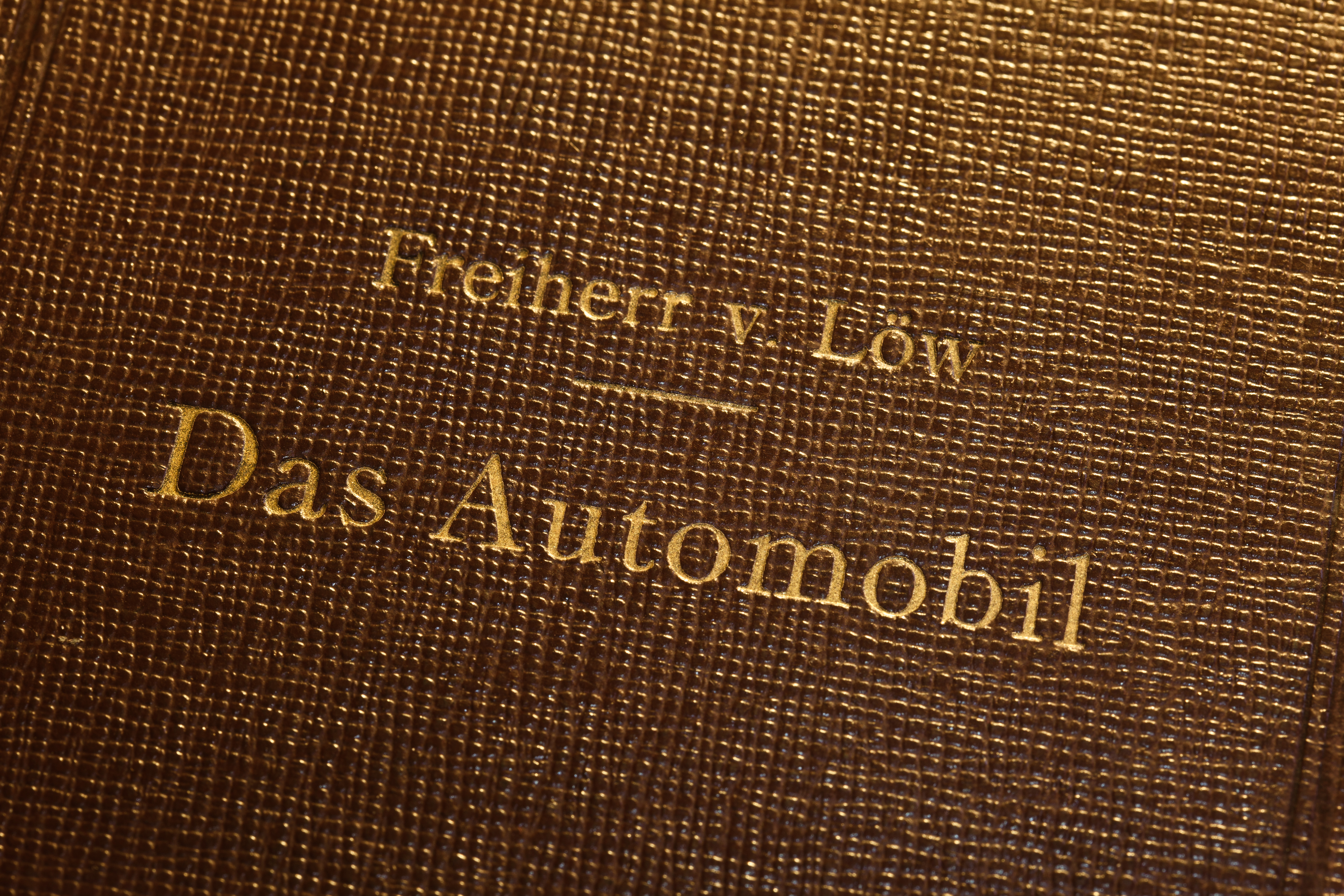
Der Buchumschlag von Freiherr von Löws „Das Automobil“ (1924)

Ludwig Löw Freiherr von und zu Steinfurth (* 9. Juni 1875 in Wiesbaden; † 27. Februar 1939 ebenda) war Dozent für Kraftwagen an der Technischen Hochschule Darmstadt und einer der meistgelesenen Fachautoren über die Automobilistik des frühen 20. Jahrhunderts. 1909 erschien die erste Ausgabe seines Buchs Das Automobil – sein Bau und sein Betrieb. Nachschlagebuch für die Praxis, das in den Folgejahren zum Standardwerk für Technik-interessierte Automobilbesitzer und solche, die es werden wollten, wurde.

## Herkunft
Seine Eltern waren der nassauische Oberleutnant im Generalstab Erwin Löw von und zu Steinfurth (* 5. Oktober 1833) und dessen Ehefrau Therese Josephine Schindler (* 9. April 1840).

## Leben und Werk
Ludwig Löw studierte an der Technischen Hochschule Darmstadt und schloss dort 1901 als Diplom-Ingenieur ab. Er arbeitete als Ingenieur in Wiesbaden und nahm 1909 den Ruf der Technischen Hochschule Darmstadt an, die Abteilung für Automobilbau und -betrieb zu leiten und als „Dozent für Kraftwagen“ zu lehren. Sein Standardwerk über den Aufbau und Unterhalt eines Autos erschien 1909 und begann mit folgenden Zeilen:

„Das vorliegende Buch ist eine allgemein verständliche Beschreibung des Automobils, aber keine solche Beschreibung, die etwa nur auf ein zu einer bestimmten Zeit – beispielsweise 1900 oder 1905 – gebautes Automobil passt, auch nicht eine Beschreibung, wie sie einer gewissen Marke zur Gebrauchsanweisung beigegeben wird, ferner keine Beschreibung von Maschinenelementen, [...] sondern die interessantesten Erscheinungen der speziellen Automobiltechnik sind so zu einer als notwendig zeigenden Enthüllung des Automobils zusammengestellt, dass die geschichtliche Entwickelung des Automobils und seiner Teile – vom Anfang bis zum heutigen Stand – mit Hilfe von Naturgesetzen in möglichst kurzer und klarer Darstellung begründet wird.“

Das in der 5. Auflage 1924 erschienene Werk umfasste 375 Seiten und war für damalige Verhältnisse reich illustriert (fast 400 Fotos und Illustrationen). Die Entscheidung für mehr Bilder traf Ludwig Löw in der 3. Auflage: „Wie in den früheren Auflagen, so ist auch jetzt auf kurze klare Worte und gute Bilder der grösste Wert gelegt worden“. Mit jeder Auflage griff Löw aktuelle Entwicklungen in der Automobiltechnik auf, 1923 etwa „die Blechscheibenräder mit ihrer leichten Verwendbarkeit als einfache Vorderräder und doppelte Hinterräder“ oder 1924 „abnehmbare Zylinderköpfe, Kompressormotoren, das Anfahrprinzip und zahlreiche andere Eigentümlichkeiten des Maybach-Wagens, das Graf Sodensche Wechselgetriebe, das Rumpler-Tropfen-Auto, zahlreiche Wagen mit Linkssteuerung und Mittenschaltung des Getriebes“.
In der 5. Auflage wagte sich Löw an eine strenge Definition des Automobils:

„Das Automobil ist ein Fahrzeug, das 1. durch Maschinenkraft bewegt wird, 2. die zu seiner Ortsveränderung dienende Energiequelle in sich trägt, 3. gewöhnliche Straßenfahrdämme benutzt, und 4. die zu befördernden Personen oder Güter - wenigstens zum Teil - selbst aufnimmt. [...] Durch Weglassen der vierten Bedingung würden wir eine Strassenlokomotive bekommen. [...] Lassen wir Bedingung 3 weg, so bekommen wir die sogenannten Eisenbahnomnibusse oder Triebwagen. [...] Der Wegfall der zweiten Forderung führt zu den sogenannten gleislosen Bahnen, die aus elektrischen Wagen bestehen, denen durch eine Oberleitung die Energie zugeführt wird. Der Verzicht auf den ersten Punkt – ,durch Maschinenkraft bewegt‘ – würde zu einem Radfahrer mit Fahrrad führen.“

Neben den Ausführungen über Motortechnik, Antriebe, Reifen usw. nahm Löw auch Bezug auf aktuelle gesetzliche Entwicklungen zur Regulierung des Automobilverkehrs („Polizeiverordnungen“) und ließ seine eigenen Experimente mit einfließen, etwa was die Kühlertechnik angeht. Immer wieder mischt er Anwendungspraxis („Drahtspeichenräder sind schwerer zu putzen als Holzräder“) mit Schulphysik:

„Ein Rad gleitet nicht über den Boden, sondern es rollt über den Boden, d. h. die Punkte, mit denen das Rad den Boden berührt, stehen im Moment der Berührung still. Bewegt sich nun die Achse dieses Rades – sagen wir - im 100-km-Tempo, so muss sich der dem stillstehenden Punkt gegenüberliegende Punkt des Radumfangs – da er doppelt so weit vom Boden entfernt ist als die Achse – auch mit der doppelten Geschwindigkeit, also im 200-km-Tempo bewegen. Hierbei entsteht natürlich ein beträchtlicher Luftwiderstand. Um ihn bei Rädern mit gewöhnlichen Speichen [...] zu vermindern, hat man manchmal die gewöhnlichen Speichen durch zwei Blechteller eingehüllt, die ein vollständiges glattes Äußeres des Rades ergeben.“

Von Löw beschrieb damit den Vorläufer der Felge.